# Dihydrogenfosforečnan amonný
Dihydrogenfosforečnan amonný (někdy též označovaný kvůli překladům z angličtiny fosforečnan monoamonný) je bílá krystalická látka se vzorcem (NH4)H2PO4.

## Výroba
Tato látka se vyrábí reakcí kyseliny fosforečné a amoniaku:
H3PO4 + NH3 → (NH4)H2PO4
Důležité při této reakci je, že je použito pouze omezené množství amoniaku. V případě, že je použito příliš velké množství amoniaku, vznikají vedlejší produkty. Aby se omezilo množství vzniklých vedlejších produktů, (které vznikají i když je použito správné množství amoniaku) hydrogenfosforečnanu amonného a fosforečnanu amonného, je reakce prováděna během míchání a za zvýšené teploty.

## Využití
Tato látka se občas používá jako aditivum, nepoužívá se však příliš často (společně s fosforečnanem a hydrogenfosforečnanem amonným má E kód E342, v zemích Evropské unie je jejich používání zakázáno, v Spojených státech amerických nikoliv). Je možno se setkat s hnojivy, které obsahují tuto látku, obvykle však nebývá hlavní látkou. Dalším využitím látky je použití v analytické chemii, zejména na srážecí reakce; netvoří totiž sraženiny s kovy 12. skupiny.